# Скоруша (село)
 Тази статия е за селото в Северна Македония.  За дървото вижте Скоруша.  
Скоруша (на македонска литературна норма: Скоруша) е село в югоизточната част на Северна Македония, в община Конче.

## География
Селото е разположено в долината на Крива Лъкавица между Градешката и Конечката планина (Серта) северозападно от общинския център Конче, на надморска височина от 530 m. Землището му е 15,1 km2, от които гори 709 ha, пасища 331 ha и обработваемо землище 286 ha.

## История
Към края XIX век Скоруша е чисто българско село, числящо се към Радовишка кааза на Османската империя. Според статистиката на Васил Кънчов („Македония. Етнография и статистика“) от 1900 година Скороша има 300 жители, всички българи християни.
В началото на XX век християнските жители на селото са под върховенството на Българската екзархия. По данни на секретаря на екзархията Димитър Мишев („La Macédoine et sa Population Chrétienne“) през 1905 година в Скороша (Skorocha) има 360 българи екзархисти.
При избухването на Балканската война в 1912 година 2 души от Скоруша са доброволци в Македоно-одринското опълчение. На 17 февруари 1915 година Васил Наунов умира в резултат от побоя, нанесен му от сръбските окупатори.
| Година    | 1948 | 1953 | 1961 | 1971 | 1981 | 1991 | 1994 | 2002 |
| --------- | ---- | ---- | ---- | ---- | ---- | ---- | ---- | ---- |
| Население | 412  | 466  | 438  | 231  | 69   | 23   | 18   | 11   |

| Националност | Всичко |
| македонци    | 11     |
| албанци      | 0      |
| турци        | 0      |
| цигани       | 0      |
| власи        | 0      |
| сърби        | 0      |
| бошняци      | 0      |
| други        | 0      |

Църквата в селото „Свети Георги“ е възрожденска.

## Личности
Родени в Скоруша
- Спас Янев (1874 – ?), български революционер от ВМОРО